# Mariene provincie Marshall-, Gilbert- en Ellice-eilanden
De Mariene provincie Marshall-, Gilbert- en Ellice-eilanden (38) (Engels: Marshall, Gilbert, and Ellice Islands marine province) is een biogeografische provincie en ligt in het centrale deel van de Grote Oceaan in het Marien rijk Oostelijke Indo-Pacific. De mariene provincie is vastgesteld door het World Wide Fund for Nature en The Nature Conservancy en is vernoemd naar de Marshalleilanden en de Gilbert- en Ellice-eilanden.
In het westen grenst het gebied aan de mariene provincie Tropische Noordwestelijke Stille Oceaan (29), in het zuiden aan de mariene provincie Tropische Zuidwestelijke Stille Oceaan (35) en in het zuidoosten aan de mariene provincie Centraal-Polynesië (39).

## Geografie
De mariene provincie ligt rond de eilandengroep van de Marshalleilanden, het eiland Nauru, de Gilberteilanden van Kiribati, de Ellice-eilanden van Tuvalu en de meest noordelijke eilanden van Fiji.

## Biogeografie
Het gebied kent zeeleven dat houdt van tropische temperaturen.

## Mariene ecoregio's
Deze mariene provincie bestaat uit 2 mariene ecoregio's:
- Mariene ecoregio Marshalleilanden (153)
- Mariene ecoregio Gilbert- en Ellice-eilanden (154)